# Фландрија
Фландрија или Фламанија (хол. Vlaanderen, фр. la Flandre или les Flandres) је историјски и административни регион који обухвата северни део Белгије. Остатак земље чине Валонија и Брисел. 
Становници Фландрије се називају Фламанци, што се сматра и етничком припадношћу. 
Мањи део историјске Фландрије се налази у Француској и Холандији. Званични језик Фландрије је холандски језик, а становништво користи фламански дијалект. 
Површина Фландрије је 13.522 km², где живи око 6 милиона становника. Институције региона Фландрије се налазе у Бриселу, иако сам град не припада региону. 

## Администрација
Федерализација до тада унитарне Белгије је почела 1970. године и од тада се све већи број надлежности пребацује покрајини Фландрији. Устав је дозволио аутономију федералним јединицама, законодавну и извршну власт и формиране су одговарајуће институције. Фламанска скупштина је законодавни орган, једнодомна је, има 124 посланика и бира се на 5 година. Не постоји могућност превремених избора. Седиште је у Бриселу а закони ове скупштине се зову декрети, да би се разликовали од федералних. То не значи да су декрети субординирани савезним законима.
Извршну власт у покрајини има Влада Фландрије која броји до 11 министара, од којих је бар један из Брисела. Владу бира скупштина и до сада је увек била коалициона. Премијер је из владајуће коалиције, а потпредседник владе из опозиције.
Надлежности покрајине које су додељене током развоја аутономије су просторно планирање, очување природе, станоградња, водна привреда, пољопривреда и рибарство, економија, енергетика, локална самоуправа, запошљавање, јавни радови и саобраћај. Међутим, последњих година расте притисак за добијањем још надлежности покрајине и смањење надлежности федералних власти. Тако је покрајина добила самосталност у склапању међународних уговора и још неких надлежности министарства спољњих послова. 

### Административна подела
Фламански регион је подељен на 5 провинција: 
|    | провинција           | главни град | становништво | стање           |
| -- | -------------------- | ----------- | ------------ | --------------- |
| 1. | Антверпен ()         | Антверпен   | 1.694.475    | 1. јул 2006.    |
| 2. | Лимбург ()           | Хаселт      | 817.206      | 1. јул 2006.    |
| 3. | Источна Фландрија () | Гент        | 1.380.072    | 1. јануар 2005. |
| 4. | Фламански Брабант () | Лувен       | 1.037.786    | 1. јануар 2005. |
| 5. | Западна Фландрија () | Бриж        | 1.138.503    | 1. јануар 2005. |
|    |                      |             |              |                 |

Поред главних градова провинција, значајни градови су Мехелен и Остенде.

## Историја
Данашњи белгијски регион Фландрија се састоји од делова некадашње грофовије Фландрије, грофовије Брабант и грофовије Лимбург. 
Средњовековна грофовија Фландрија је обухватала градове Денкерк и Лил у данашњој Француској, а у њима се говорио холандски језик. Од времена краља Луја XIV становништво ових градова је плански навођено да прихвата француски језик.
За време Првог светског рата линија фронта је ишла кроз Фландрију, тако да су многи градови и села оштећени и уништени. Од Другог светског рата, и опадања значаја индустрије угља и челика у Валонији, Фландрија је постала привредно развијенији део Белгије.